# 緊縛
緊縛（きんばく）とは、
1. 縄等でしっかりと縛るという意。
2. 主として麻縄、綿ロープなど用い、人体を縛ること。日本においてSM、フェティシズムの一ジャンルとして誕生し、海外ではKinbaku、Shibari、Japanese Bondageなどと呼ばれる。現在はSMの枠にとどまらず、禅、ヨガ、現代アートの中にも取り入れられている。ここで詳説する。

## 初心者の注意
緊縛は、相手を縛り付けるものなので、非常に危険である。例えば、首や手など血流に関することもあり、もし遣るなら以下のことを注意する。
•相手の了承を得る。
•きつく縛りすぎない。
•相手が嫌がったらやめる。

## 用語
- 「縛り子」 ー 縛られる人。
- 「緊縛師」 ー 縛る人。一般的にはプロ。

## 緊縛文化
近年では、縄で体をきつく縛る緊縛文化を題材にした作品が、様々な形で登場している。 例えば、2013年には映画自縄自縛の私が公開された。また、SMマンガナナとカオルの劇場版2作目もこの年に公開された。さらに、可愛いマスコットを 亀甲縛りにした「緊縛ストラップ」などがデザインフェスタに置かれた。
「自分を縛ることで自分を解き放つ」――「自縄自縛の私」と公式サイトには記されていた。

## 文化的背景
緊縛の起源は江戸時代の捕縄術にさかのぼり、日本の伝統文化と結びついて形成されたという俗説があり、欧米を中心に普及しているが、事実無根である。戦後に活躍した緊縛師のなかには、捕縛術を参照し技術として取り入れている者がいることは事実であるが、それは捕縄術が緊縛の起源であることを意味しない。江戸時代には、月岡芳年など、緊縛された人物を描いた無残絵が流行するが、これらはあくまで絵画であり、緊縛の実践とは直接的系譜関係を示唆する史料は発見されていない。大正～昭和にかけて「責め絵」を描いた絵師・伊藤晴雨は、自身の妻をモデルとして妊婦の逆さ吊り実験を行ない、月岡芳年の著名な「奥州安達がはらひとつ家の図」が想像で描かれたものであると結論づけている。
緊縛は、伊藤晴雨を先駆とし、本格的には、1950年代以降、雑誌『奇譚クラブ』を中心に文化として形成された。その担い手は、伊藤晴雨と同じく絵師でもあった須磨利之、『奇譚クラブ』で長らく緊縛グラビアを担当した辻村隆らである。加えて、『読切ロマンス』の編集者であり、同誌に『奇譚クラブ』よりも早く緊縛グラビアを掲載した上田青柿郎がいる。
日本のSMにおいて緊縛は必須プレイとなっており、亀甲縛りなどのさまざまな縛り方が考案されている。これは、第二次世界大戦後のSM雑誌の発展に起因する。1968年（昭和43年）に発刊した『SMマガジン』における編集者・飯田豊一らを中心に次第に縄目の美しさなどへのこだわりから、より複雑なものに発展していった。

## 縛りの技術
人間のような不定形で個体差の大きいものは、縛ることで自由を奪うことは難しい。実際に手首を縛ってみると、両手を束ねて縛っただけでは簡単にほどけてしまうことがわかる。これは関節の自由度を度外視して縄をかけた結果であり、緊縛には一定の技術・捕縄術が必要となる。ただし緊縛の目的は拘束された状態で長く置くことであり、あまりにきつく縛った結果、血管の血液の流れを阻害して四肢の一部が壊死したり、死に至らしめたりということは断じて避けなければいけない。そのためにも技術の習得は重要である。一般的には関節の動きを殺すために関節で縛る、身体が動くことは結び目が緩むことにつながるので出来る限り動かないように固定する、といった工夫が必要になる。実際に捕縛に従事していた役人の修得した日本武術の柔術各流派には独自の縛り技法が伝えられていた。

## 縛る縄
一般的には麻縄と綿製のロープが存在する。一般に緊縛で使用される麻縄はジュート縄が主流となっており、ジュート縄は伸縮が少なく緊縛には向く素材である。表面にケバが立つため“なめし”と呼ばれる処理または手入れが必要となり、手入れを怠るとパートナーに掻痒感を与えることとなる。ジュート縄は比較的滑りにくい自然素材であるため細かなざらつきが皮膚を受け止め、大きな力がかからない限りは皮膚を傷める心配はない。綿ロープはやや伸縮性があり、見た目にはソフト感があり鮮やかであるが力をかけた場合皮膚との摩擦が少ないためズレが生じやすく結果擦過傷を起こす可能性もある。

## 主な縛り方

### 手首・足首の縛り方
- 手錠縛り

### 上半身(主に腕)主体の縛り方

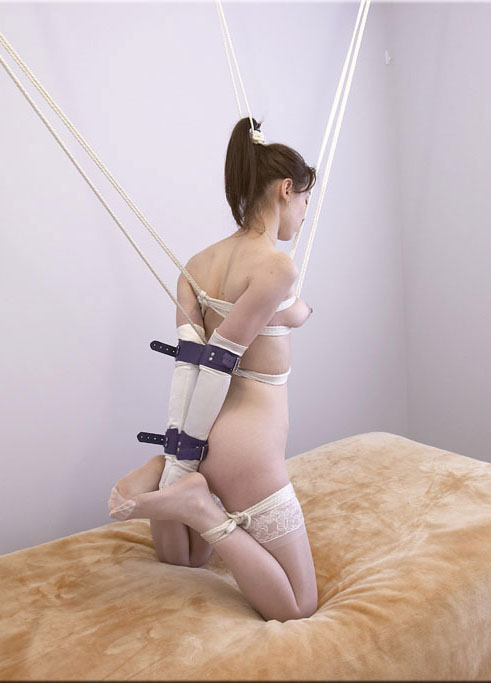
緊縛の例

- 高手小手縛り・後手胸縄縛り（その他、様々な名称がある）：最も一般的な縛り方の一つ。後ろ手に組んだ腕の手首を肘より上に縛り、胸の上下に胸縄を巻く。2本の縄を使う。1本目は手首と胸の上側を縛り、2本目は胸の下側を縛る。3本目を使い梁などに釣ることもできる。
- 片手小手縛り：一方の腕のみを背後に回し固定、首縄と胸に回した縄で上半身を縛る。片手が自由になるために何かさせるための縛り方。
- 合掌縛り：背後に回した手を合掌させて固定する縛り方。体が柔軟でないと難しい。
- 鉄砲縛り：片腕を肩の上から、もう一方を側面から背中にまわして縛る方法。鉄砲を背負う形に見立てている。
- 後頭両手縛り：両手を頭の後ろで組んだ状態で縛る縛り方。西洋では服従のポーズ。
- 乳房縛り : 乳房を上下から潰すようにして縛る縛り方。

### 全身の縛り方
- 海老責め：足は座禅を組ませ、そのまま正面から頭を足に近づけ固定する縛り方。一説では体を海老のように曲げるためこう呼ばれる（海老責めをされると顔が茹でた海老のように赤くなるからという説もある）。元は江戸時代の拷問。
- 逆海老：上半身を縛り上げ、足は背中から頭に近づける縛り方。エビとは逆に背中を反らせるためこの名がある。英語ではhogtie（豚を吊るす縛りの意）という。
- 座禅縛り：座禅を組んだ状態で足を縛る方法。通常手は背中側に固定する。足首と首を近づけて縛れば海老責めとなる。また、前に倒せば座禅転がしになる。
- 蟹縛り：左の手首と左の足首、右の手首と右の足首をそれぞれ別々に束ねて縛り、四つんばいにする縛り方。
- 亀甲縛り：もっとも有名な縛り方。首にかけた二つに束ねた縄を股間から背中に回し、余った縄で手首を固定し、正面の縄を開くように固定する。その際に胸のあたりに六角形を作る。縄目が美しいので見栄えがする。故に手首を縛らずに飾り縄として用いられることもある。
- 菱縄縛り：亀甲縛りと似ているが、正面の縄目が六角形ではなく菱形を作るように縛る。
- ホグタイ

## 関連人物
緊縛師・調教師
- 明智伝鬼
- 乱田舞
- 志摩紫光

作家・画家
- 団鬼六
- 千草忠夫
- 椋陽児
- 伊藤晴雨
- 田亀源五郎
- 山本タカト
- 笠間しろう
- 桐丘裕之
- 水城淳
- 一鬼のこ - 樹木や石、球体など人間以外の緊縛を始め、ロープアートとして評価された[5]。

写真家
- 杉浦則夫
- 荒木経惟 - SM雑誌『SMスナイパー』に緊縛写真を載せる。アラーキーのモデルになりたいという女性が引きも切らなかった。
- 田中欣一